# Penicillaria
Penicillaria is een geslacht van vlinders van de familie Euteliidae, uit de onderfamilie Euteliinae.

## Soorten
- P. aureiplaga Bethune-Baker, 1906
- P. dinawa Bethune-Baker, 1906
- P. dinawaensis Bethune-Baker, 1906
- P. dorsipuncta Hampson, 1912
- P. ethiopica (Hampson, 1920)
- P. jocosatrix Guenée, 1852
- P. lineatrix Walker, 1858
- P. maculata Butler, 1889
- P. meeki Bethune-Baker, 1906
- P. nigriplaga Warren, 1914
- P. nugatrix Guenée, 1852
- P. plumbea Walker, 1865
- P. rothschildi Warren, 1914
- P. simplex Walker, 1865